# Esquecidos da Ilha de São Paulo

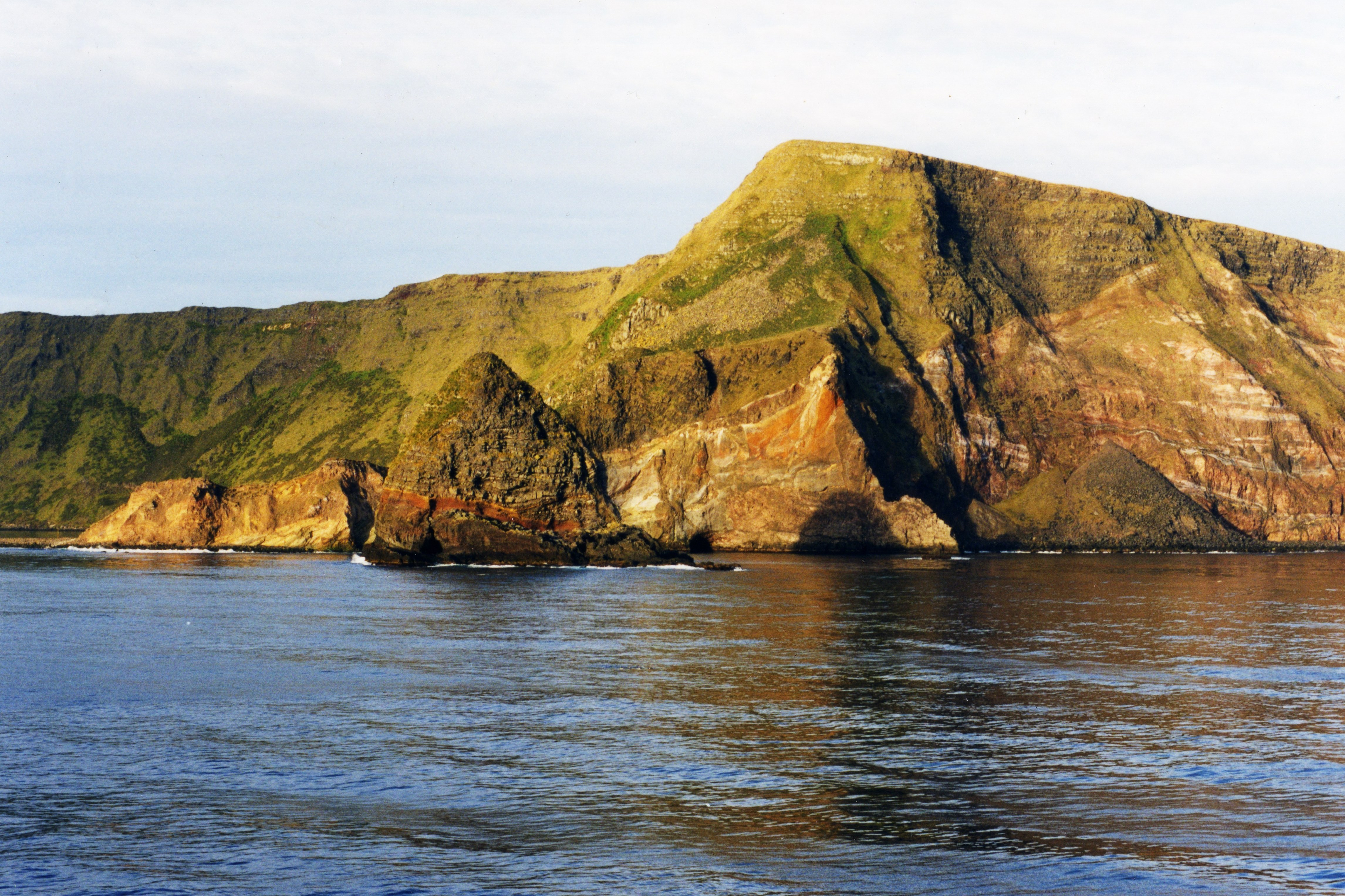
Ilha de São Paulo

A expressão "os esquecidos da Ilha de São Paulo", ou "os esquecidos da Ilha Saint-Paul" remete ao caso de um grupo de seis homens e uma mulher grávida que foram abandonados no ano de 1930 na Ilha de São Paulo, que faz parte das Terras Austrais e Antárticas Francesas, no sul do oceano Índico, enquanto eram encarregados pela empresa "La Langouste française" de manter a ilha e suas instalações.

## Contexto
Em 1929 a sociedade « La Langouste française », de propriedade dos Irmãos Bossière, armadores de Le Havre, desembarcaram na Ilha de São Paulo cerca de trinta europeus contratados em Concarneau e arredores, para realizar uma campanha de pesca lagosta durante a temporada de verão. Ao final desta campanha, o navio Austral da empresa veio socorrer o pessoal para trazê-los de volta à França. Ficaram na ilha a fim de garantir a guarda e conservação do equipamento durante o inverno austral, no entanto, sete pessoas: Julien Le Huludut (de Concarneau), Victor e Louise Le Brunou (que estava grávida), Pierre Quillivic (de Plouhinec), Louis Herlédan (de Riec-sur-Belon), Manuel Puloch (de Trégunc) e François Ramamongi (um jovem malgaxe).

## Abandono na ilha
Alfred Caillé, o administrador da empresa, havia prometido a eles enviar-lhes um barco de abastecimento dentro de dois ou três meses após a partida da embarcação de nome "Austral". Para tanto, pediu que permanecessem na ilha durante o inverno. Louise Le Brunou deu à luz no final de março uma menininha a quem chamaram de Paule por causa do nome da ilha. Infelizmente, o bebê viveu apenas dois meses e foi enterrado dentro de um caixote de conservas, que lhe serviu de caixão. Depois, por falta de alimentos frescos e consumo excessivo de conservas, as pessoas começaram a sofrer de um mal-estar que acabaram por identificar, graças ao livro de remédios que lhes foi deixado, como escorbuto . Louis Herlédan relata que: «Pernas inchadas, cheias de líquido amarelado, que tentamos eliminar por incisão» . O primeiro a ser levado pela doença foi Manuel Puloch, seguido por François Ramamongi e Victor Le Brunou. Pierre Quillivic, por sua vez, chegou a deixar a ilha em uma canoa, por um mar tempestuoso: os sobreviventes, contudo, nunca mais o viram. Quando o barco Île Saint-Paul finalmente atracou na ilha nove meses depois, apenas três dos sete do grupo inicial sobreviveram: Julien Le Huludut, Louise Le Brunou e Louis Herlédan.

## Consequências legais
Seguiu-se um processo na França, movido pelas vítimas e seus familiares. A causa dos esquecidos da Ilha de São Paulo foi defendida por César Campinchi até 1936. Este último mais tarde tornou-se Ministro da Marinha.
A sociedade «La Langouste française » foi considerada culpada e condenada ao pagamento de diversas indenizações às vítimas e familiares, mas recorreu da decisão. Em 1937 o acórdão do recurso confirmou a responsabilidade da empresa, mas após a sua falência, as vítimas acabaram por não receber qualquer indemnização.

## Legado e impacto cultural
Uma associação « Faire vivre le souvenir des oubliés de l'île Saint-Paul » perpetua a memória dos esquecidos por Saint-Paul.
A história é mencionada na história em quadrinhos Journey to the Islands of Desolation, de Emmanuel Lepage, publicada em 2011ISBN 978-2-7548-0424-0 .
Duas placas comemorativas foram afixadas em 2015, uma na ilha de São Paulo e outra em Concarneau, onde uma praça leva o nome de "praça dos esquecidos de São Paulo".
Também em 2015 foi emitido um selo postal.
Um documentário, O terceiro mundo de Robert Genoud evoca o TAAF e a história dos esquecidos de São Paulo.

## Leituras adicionais
- Daniel Floch (2003). Les oubliés de l'Île Saint Paul. Col: Récits de mer. [S.l.]: Ouest-France. ISBN 978-2-7373-2644-8
- Ronan Larvor (2011). Bretons des Kerguelenn. Col: Maritime (em francês). [S.l.]: Yoran Embanner. ISBN 978-2-916579-19-1
- Ronan Larvor (dezembro de 2008). «Le drame de Saint-Paul». Le Télégramme
- «Concarneau. Les Oubliés de l'île Saint-Paul enfin reconnus». Ouest-France. Julho de 2015
- "L'expérience de la mer , les oubliés de l'île St Paul" de Ramon Brunelière, https://www.histoire-genealogie.com/Les-Oublies-de-l-ile-St-Paul